# Campionat del Món de motocròs 2002
La temporada de 2002 del Campionat del Món de motocròs fou la 46a edició d'aquest campionat, organitzat per la FIM. El calendari oficial constava de 12 Grans Premis, celebrats entre el 24 de març i el 15 de setembre.
Aquell any fou el darrer a disputar-se el campionat amb la clàssica formulació de 500, 250 i 125cc, ja que a partir del 2003 entraren en vigor les noves categories Motocross GP, 125cc i 650cc (futures MX1, MX2 i MX3 respectivament). D'altra banda, aquella temporada es produí la primera victòria en Gran Premi d'un pilot català, quan Javier García Vico guanyà la cursa dels 500cc al darrer de la temporada: el de Rússia, el 15 de setembre. A més a més, García Vico finalitzà el Campionat del Món en tercera posició final, essent el primer català a acabar aquesta competició en posició de podi.

## Sistema de puntuació
Barem de puntuació de 2002 ençà:
| Posició | 1  | 2  | 3  | 4  | 5  | 6  | 7  | 8  | 9  | 10 | 11 | 12 | 13 | 14 | 15 | 16 | 17 | 18 | 19 | 20 |
| Punts   | 25 | 22 | 20 | 18 | 16 | 15 | 14 | 13 | 12 | 11 | 10 | 9  | 8  | 7  | 6  | 5  | 4  | 3  | 2  | 1  |

## Grans Premis
| Ronda | Data           | Gran Premi                       | Lloc                 | 125 cc           | 250 cc            | 500 cc             |
| ----- | -------------- | -------------------------------- | -------------------- | ---------------- | ----------------- | ------------------ |
| 1     | 24 de març     | Gran Premi dels Països Baixos    | Valkenswaard         | Steve Ramon      | Mickaël Pichon    | Joël Smets         |
| 2     | 14 d'abril     | Gran Premi d'Espanya             | Bellpuig             | Mickaël Maschio  | Mickaël Pichon    | Joël Smets         |
| 3     | 28 d'abril     | Gran Premi d'Europa              | Teutschenthal        | Patrick Caps     | Kenneth Gundersen | Stefan Everts      |
| 4     | 12 de maig     | Gran Premi de França             | Saint-Jean-d'Angély  | Steve Ramon      | Mickaël Pichon    | Stefan Everts      |
| 5     | 26 de maig     | Gran Premi d'Itàlia              | Castiglione del Lago | Mickaël Maschio  | Mickaël Pichon    | Yves Demaria       |
| 6     | 9 de juny      | Gran Premi d'Àustria             | Karntenring          | James Dobb       | Mickaël Pichon    | Stefan Everts      |
| 7     | 23 de juny     | Gran Premi de Bulgària           | Sevlievo             | Alessandro Puzar | Mickaël Pichon    | Joël Smets         |
| 8     | 7 de juliol    | Gran Premi de Suècia             | Uddevalla            | Ben Townley      | Mickaël Pichon    | Stefan Everts      |
| 9     | 4 d'agost      | Gran Premi de Bèlgica            | Genk                 | Patrick Caps     | Mickaël Pichon    | Joël Smets         |
| 10    | 18 d'agost     | Gran Premi d'Alemanya            | Gaildorf             | Mickaël Maschio  | Mickaël Pichon    | Joël Smets         |
| 11    | 1 de setembre  | Gran Premi de la República Txeca | Loket                | Mickaël Maschio  | Mickaël Pichon    | Joël Smets         |
| 12    | 15 de setembre | Gran Premi de Rússia             | Sorochany            | Steve Ramon      | Mickaël Pichon    | Javier Garcia Vico |

## 500 cc

### Classificació final
| Posició | Pilot              | Motocicleta | Punts |
| ------- | ------------------ | ----------- | ----- |
| 1       | Stefan Everts      | Yamaha      | 268   |
| 2       | Joel Smets         | KTM         | 229   |
| 3       | Javier García Vico | KTM         | 225   |
| 4       | Marnicq Bervoets   | Yamaha      | 222   |
| 5       | Andrea Bartolini   | Honda       | 154   |
| 6       | Yves Demaria       | KTM         | 121   |
| 7       | Roman Jelen        | Honda       | 110   |
| 8       | Brian Jorgensen    | Husqvarna   | ?     |
| 9       | Avo Leok           | Honda       | 89    |
| 10      | James Noble        | Honda       | 88    |

## 250 cc

### Classificació final
| Posició | Pilot                | Motocicleta | Punts |
| ------- | -------------------- | ----------- | ----- |
| 1       | Mickaël Pichon       | Suzuki      | 288   |
| 2       | Joshua Coppins       | Honda       | 222   |
| 3       | Pit Beirer           | Honda       | 205   |
| 4       | James Dobb           | KTM         | 177   |
| 5       | Kenneth Gundersen    | Kawasaki    | 167   |
| 6       | Frédéric Bolley      | Yamaha      | 151   |
| 7       | Gordon Crockard      | KTM         | 143   |
| 8       | Andrew McFarlane     | Kawasaki    | 128   |
| 9       | J. Pekka Vehvilainen | Honda       | 126   |
| 10      | Alessio Chiodi       | Yamaha      | 116   |

## 125 cc

### Classificació final
| Posició | Pilot               | Motocicleta | Punts |
| ------- | ------------------- | ----------- | ----- |
| 1       | Mickaël Maschio     | Kawasaki    | 225   |
| 2       | Steve Ramon         | KTM         | 221   |
| 3       | Patrick Caps        | KTM         | 197   |
| 4       | Philippe Dupasquier | KTM         | 183   |
| 5       | Alessandro Puzar    | Husqvarna   | ?     |
| 6       | Ben Townley         | KTM         | 147   |
| 7       | Tyla Rattray        | KTM         | 118   |
| 8       | Jeff Dement         | Honda       | 103   |
| 9       | Marc De Reuver      | KTM         | 96    |
| 10      | Stephen Sword       | KTM         | 96    |

## Resum: Podi final 2002
|           | 500 cc             | 500 cc | 250 cc         | 250 cc | 125 cc          | 125 cc   |
| Campió    | Stefan Everts      | Yamaha | Mickaël Pichon | Suzuki | Mickaël Maschio | Kawasaki |
| Subcampió | Joël Smets         | KTM    | Joshua Coppins | Honda  | Steve Ramon     | KTM      |
| Tercer    | Javier García Vico | KTM    | Pit Beirer     | Honda  | Patrick Caps    | KTM      |